# Vermentino

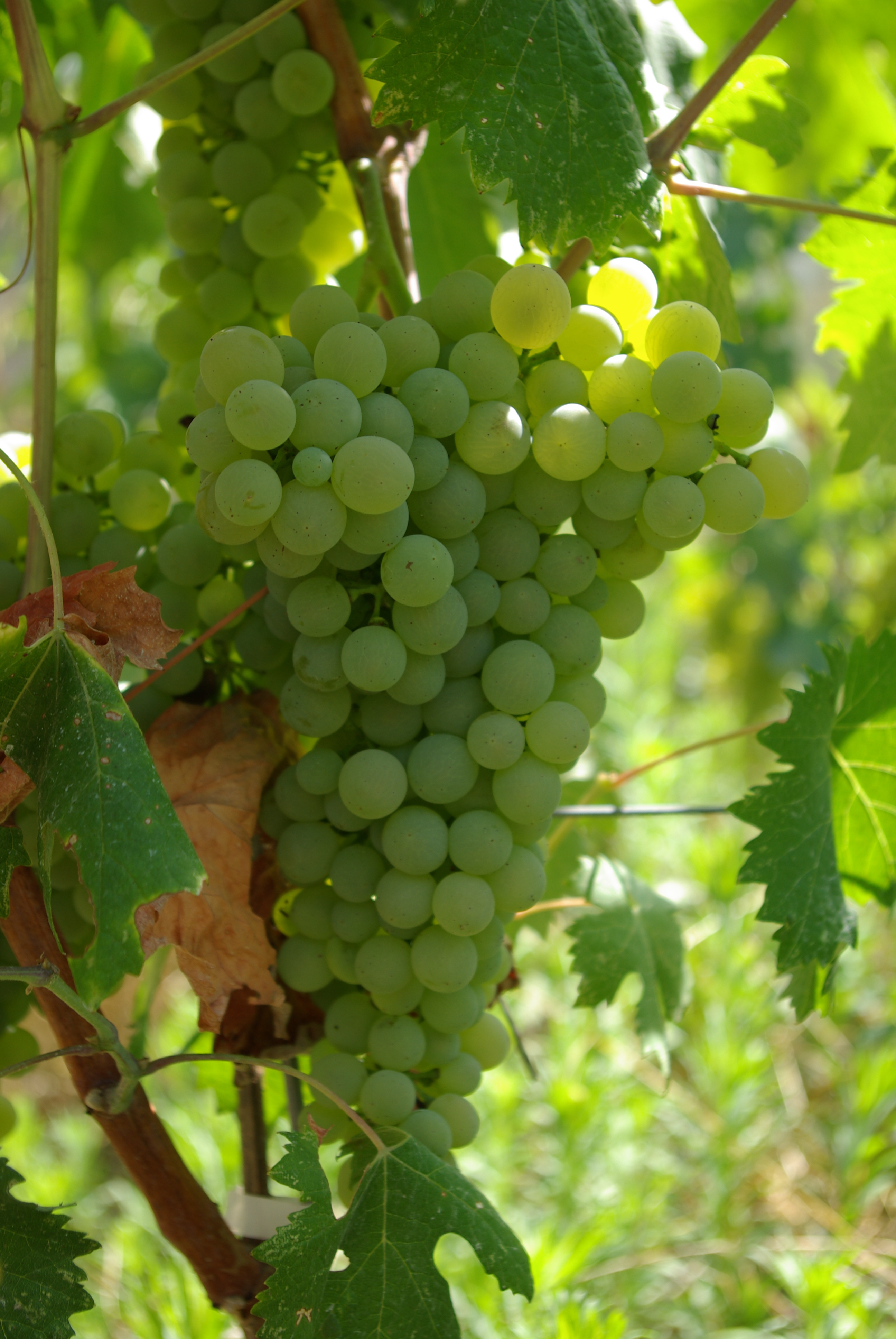
Vermentino

Vermentino is een inheemse witte Italiaanse druivensoort, die voornamelijk in grote hoeveelheden is aangeplant in Sardinië en daar bekend is onder de naam Pigato, maar ook in Corsica en in de noordelijke provincie Piëmont (daar onder de naam Favorita) en zelfs in toenemende mate in Languedoc-Roussillon in Frankrijk.
De bladeren zijn donkergroen en hebben een vijfhoekige vorm. Naarmate de druiven rijper worden, krijgen ze steeds meer de oranje/gele kleur van amber. De wijnstokken worden vaak geplant op hellingen, die naar de zee gericht zijn om zodoende te profiteren van de reflecties van het licht op het water.
Uit de kleine provincie Olbia-Tempio in het noordoosten van Sardinië komt de DOCG Vermentino di Gallura, de beroemdste wijn van deze druif. Bekend is dat deze druif al sinds de 14e eeuw in Gallura wordt verbouwd onder de naam Arratelau. In andere gedeelten van het eiland wordt de Vermentino gebruikt om ook zoete wijn te maken, evenals een mousserende wijn.

## Herkomst
DNA-onderzoek heeft in 2007 uitgewezen dat de Vermentino identiek is aan de Pigato uit Ligurië en de Favorita uit Piëmont, maar onduidelijk blijft of ook de Rollo uit Frankrijk hetzelfde is. Dat zal komend onderzoek moeten uitwijzen.
Zeer waarschijnlijk is de Vermentino zeer nauw verwant met de Malvasia die oorspronkelijk van het schiereiland Mani op de Peloponnesos afstamt en haar naam dankt aan Monemvasia, hoofdplaats van Mani. En die zou haar roots hebben in de Marouvas, de door koning Hendrik VIII van Engeland zodanig gegeerde Malmsey, dat hij speciaal daarvoor een wijnconsul op Kreta had. Marouvas, een van de zes endemische wijnstokken van Kreta.

## Wijnen
Onder het Italiaanse kwaliteitskenmerk DOC komt de Vermentino voor als :
- Vermentino di Sardegna in Sardinië
- Riviera Ligure di Ponente Vermentino in de provincie Ligurië
- Colli di Luni Vermentino in de provincies Ligurië en Toscane
- Candia dei Colli Apuani in Toscane
- Bolgheri Vermentino in Toscane
- Vermentino di Maremma Toscana D.O.C.

Onder het Franse kwaliteitskenmerk AOC vinden we de Vermentino in :
- Patrimonio in het noorden van Corsica
- In veel wijnen in Languedoc-Roussillon
- De witte wijnen van Bellet in de Provence vlak bij Nice

## Synoniemen[1]
- Agostenga
- Brustiano Bianco
- Brustiano di Corsica
- Carbes
- Carbesso
- Favorita
- Favorita Bianca
- Favorita di Alba
- Formentino
- Garbesso
- Grosse Clarette
- Malvasia a Bonefacio
- Malvasia Grosso
- Malvoisie
- Malvoisie Corse
- Malvoisie Prėcoce
- Piccabon
- Piga
- Pigato
- Rolle
- Rossese
- Sibirkovski
- Uva Sapaiola
- Uva Ver
- Valentin
- Varresana Bianca
- Vennentino
- Verlantin
- Vermentini Bianco
- Vermentino Pigato
- Vermentinu